# Skokowo (rejon babuszkiński)
Skokowo (ros. Скоково) – wieś (dieriewnia) w Rosji, w obwodzie wołogodzkim, w rejonie babuszkińskim. W 2010 liczyła 109 mieszkańców.